# 27. српска бригада НОВЈ
Двадесетседма српска бригада НОВЈ формирана је 16. септембра 1944. у селу Држини, код Пирота, од Пиротског партизанског одреда. До 2. октобра носила је име Друга пиротска бригада. При формирању имала је четири батаљона, а од октобра 1944. и извиђачки вод, вод за везу и друго. До 20. септембра била је под командом Главног штаба НОВ и ПО Србије, а потом у саставу 46. српске дивизије. Половином децембра 1944. имала је око 2,000, а почетком маја 1945. године 1845 бораца.

## Борбени пут
У садејству са 25. српском бригадом НОВЈ 11. октобра у тешким борбама против једног ојачаног батаљона немачке 11. дивизије ослободила је Врање. Са јединицама бугарске Друге коњичке дивизије ослободила је Бујановац, а са осталим јединицама 46. дивизије и јединицама бугарске Дванаесте пешадијске и Друге коњичке дивизије ослободила је Приштину 19. новембра. Јануара 1945, водила је борбе код Трепче и Косовске Митровице, а марта код Косовске Митровице, Вучитрна, Звечана и Трепче против остатака балиста и осталих албанских одметничких снага.